# امیرحسین کریمی
امیرحسین کریمی (زاده ۲۰ بهمن ۱۳۷۴ اصفهان) یک بازیکن فوتبال اهل ایران است. که در پست هافبک بازی می‌کند.

## تیم های باشگاهی
باشگاه فوتبال سپاهان اصفهان از سال ۲۰۱۳ تا سال ۲۰۱۶ به عضویت این تیم در آمد و ۳۰ بازی برای این تیم اصفهانی انجام داد و بعد از سه فصل حضور موفق به باشگاه فوتبال گسترش فولاد تبریز  پیوست و ۲۹ بازی برای این تیم انجام داد بعد از یک فصل حضور در فوتبال تبریز به باشگاه فوتبال پیکان  پیوست و ۴ فصل حضور در این تیم ۹۱ بازی انجام داد و ۲ گل زد در سال ۲۰۲۰ با قرار دادی دوساله به باشگاه فوتبال شهر خودرو مشهد پیوست و برای این تیم ۳۵ بازی در یک فصل درخشان به ثبت رساند در سال ۲۰۲۲ به باشگاه فوتبال آلومینیوم اراک  در لیگ برتر خلیج فارس  زیر نظر سید مهدی رحمتی به کار خود ادامه داد و بعد از یک فصل حضور به باشگاه فوتبال نفت مسجدسلیمان پیوست و ۲۲ بازی و یک گل به ثبت رساند کریمی در ادامه کار خود به باشگاه فوتبال  مس کرمان پیوست و بعد از حضوری کوتاه به باشگاه فوتبال سایپا پیوست و اکنون در این تیم مشغول به بازی است وی همچین در سال ۲۰۱۳ عضو تیم ملی فوتبال زیر ۱۷ سال بود و ۴ بازی و یک گل به ثبت رساند.